# Sistem
Sistém (iz latinskega (systēma), in prej grškega σύστημα (sustēma)) je načrt, red, urejena celota kake doktrine. V znanosti je sistem tudi sestav preprostejših delov, ki je dovolj ločen od okolice.
Za pojem sistema je značilno, da bodisi zajema vse možne elemente (sistem aksiomov), ali pa je dovolj dobro ločen od okolice, tako, da ga lahko obravnavamo povsem ločeno, ali pa določimo nekatere možne zunanje vplive. 
Pri vsaki teoriji je bistvena določitev sestavin in meja sistema, ki ga teorija kot model ponazarja. Celote vesolja niti njegovih znatnejših delov v vseh podrobnostih ne moremo zajeti v enotni znanstveni obravnavi; omejiti se moramo glede obsega in/ali stopnje podrobnosti obravnave.

## Vrste
- sistem aksiomov
- sistem enačb
- logaritemski sistem
- filozofski sistem
- politični sistem
- ekonomski sistem/gospodarski sistem
- šolski sistem /izobraževalni sistem
- monetarni sistem
- prometni sistem
- znanstveni sistem
- zdravstveni sistem
- informacijski sistem
- varnostni sistem
- rastlinski sistem
- živalski sistem
- bibliotekarski sistem (knjižnični sistem)
- mednarodni sistem enot